# Gdy zmysły grają
Gdy zmysły grają – szwedzki dramat filmowy z 1924 roku.

## O filmie
Fabuła filmu oparta jest na debiutanckiej powieści szwedzkiej pisarki Selmy Lagerlöf pod tytułem Gösta Berling z 1905 roku. Był to pierwszy film, w którym Greta Garbo pojawiła się w głównej roli. Obraz wyreżyserował jej mentor i przyjaciel, Mauritz Stiller. Oryginalny tytuł produkcji brzmiał Gösta Berlings saga, od imienia i nazwiska głównego bohatera. W krajach anglojęzycznych film znany był pod różnymi nazwami: The Saga of Gosta Berling, Gosta Berling's Saga, The Atonement of Gosta Berling lub The Story of Gosta Berling.
Pierwotnie film składał się z dwóch części, łącznie trwających niemal cztery godziny. Pierwszą zaprezentowano w Szwecji 10 marca 1924, premiera drugiej miała miejsce siedem dni później. W krajach skandynawskich film pokazywano w takiej formie, jednak w pozostałych częściach świata do dystrybucji trafiła skrócona wersja, niemal o połowę krótsza od oryginału. Dwadzieścia lat później odnaleziono część pierwotnego materiału, choć wciąż brakuje ok. 450 metrów oryginalnej taśmy.
Film dostał początkowo nieprzychylne recenzje w Szwecji, choć stał się hitem za granicą, gdzie spotkał się z pozytywnym odbiorem. Obecnie jest oceniany pozytywnie przez współczesnych krytyków filmowych.

## Obsada
- Lars Hanson jako Gösta Berling
- Greta Garbo jako Elizabeth Dohna
- Sven Scholander jako Sintram
- Gerda Lundequist jako Margaretha Samzelius
- Ellen Hartman-Cederström jako Märtha Dohna
- Mona Mårtenson jako Ebba Dohna
- Torsten Hammarén jako Henrik Dohna
- Jenny Hasselqvist jako Marianne Sinclaire
- Sixten Malmerfelt jako Melchior Sinclaire
- Karin Swanström jako Gustafva Sinclaire
- Oscar Byström jako Patron Julius
- Hugo Rönnblad jako Beerencreutz
- Knut Lambert jako Örneclou
- Svend Kornbech jako Christian Bergh
- Otto Elg-Lundberg jako Samzelius